# Nuoto sincronizzato ai campionati mondiali di nuoto 2011 - Duo (programma libero)
La specialità del duo (programma libero) ai campionati mondiali di nuoto 2011 si è svolta presso lo Shanghai Oriental Sports Center di Shanghai, in Cina.
La fase preliminare si è svolta la mattina del 19 luglio 2011, mentre la finale si è svolta la sera del 22 luglio 2011.

## Medaglie
| Posizione | Atlete                               | Paese  |
| --------- | ------------------------------------ | ------ |
| Oro       | Natalia Ishchenko Svetlana Romashina | Russia |
| Argento   | Jiang Tingting Jiang Wenwen          | Cina   |
| Bronzo    | Ona Carbonell Andrea Fuentes         | Spagna |

## Risultati
in verde sono denotate le finaliste.
| Pos. | Atlete                                        | Nazionalità    | Preliminare | Preliminare | Finale    | Finale |
| Pos. | Atlete                                        | Nazionalità    | Punti       | Pos.        | Punti     | Pos.   |
| ---- | --------------------------------------------- | -------------- | ----------- | ----------- | --------- | ------ |
| 1    | Natalia Ishchenko Svetlana Romashina          | Russia         | 98.490      | 1           | 98.410    |        |
| 2    | Jiang Tingting Jiang Wenwen                   | Cina           | 96.770      | 2           | 96.810    |        |
| 3    | Ona Carbonell Andrea Fuentes                  | Spagna         | 96.020      | 3           | 96.500    |        |
| 4    | Elise Marcotte Marie-Pier Boudreau Gagnon     | Canada         | 94.100      | 4           | 94.950    | 4      |
| 5    | Yukiko Inui Chisa Kobayashi                   | Giappone       | 92.720      | 5           | 92.710    | 5      |
| 6    | Daria Iushko Kseniya Sydorenko                | Ucraina        | 92.100      | 6           | 91.580    | 6      |
| 7    | Giulia Lapi Mariangela Perrupato              | Italia         | 90.860      | 7           | 89.800    | 7      |
| 8    | Olivia Allison Jenna Randall                  | Regno Unito    | 88.520      | 9           | 88.460    | 8      |
| 9    | Sara Labrousse Maite Mejean                   | Francia        | 88.740      | 8           | 88.100    | 9      |
| 10   | Evangelia Platanioti Despoina Solomou         | Grecia         | 87.800      | 11          | 86.950    | 10     |
| 11   | Mary Killman Lyssa Wallace                    | Stati Uniti    | 87.970      | 10          | 86.190    | 11     |
| 12   | Nayara Figueira Lara Teixeira                 | Brasile        | 86.520      | 12          | 85.770    | 12     |
| 16.5 | H09.5                                         |                |             |             | 00:55.635 | O      |
| 13   | Soňa Bernardová Alžběta Dufková               | Rep. Ceca      | 86.480      | 13          |           |        |
| 14   | Jang Hyang-Mi Wang Ok-Gyong                   | Corea del Nord | 86.450      | 14          |           |        |
| 15   | Park Hyun-Ha Park Hyun-Sun                    | Corea del Sud  | 85.600      | 15          |           |        |
| 16   | Elisabeth Sneeuw Nicolien Wellen              | Paesi Bassi    | 85.570      | 16          |           |        |
| 17   | Anna Kulkina Aigerim Zhexembinova             | Kazakistan     | 85.490      | 17          |           |        |
| 18   | Anastasia Gloushkov Inna Yoffe                | Israele        | 84.840      | 18          |           |        |
| 19   | Pamela Fischer Anja Nyffeler                  | Svizzera       | 83.060      | 19          |           |        |
| 20   | Nadine Brandl Livia Lang                      | Austria        | 82.680      | 20          |           |        |
| 21   | Evelyn Guajardo Isabel Delgado                | Messico        | 82.130      | 21          |           |        |
| 22   | Etel Sanchez Sofia Sanchez                    | Argentina      | 80.110      | 22          |           |        |
| 23   | Nastassia Mekhanikava Darya Navaselskaya      | Bielorussia    | 79.950      | 23          |           |        |
| 24   | Eszter Czekus Szofi Kiss                      | Ungheria       | 79.690      | 24          |           |        |
| 25   | Monica Arango Jennifer Cerquera               | Colombia       | 77.900      | 25          |           |        |
| 26   | Eloise Amberger Sarah Bombell                 | Australia      | 76.690      | 26          |           |        |
| 27   | Wiebke Jeske Edith Zeppenfeld                 | Germania       | 76.680      | 27          |           |        |
| 28   | Iglika Goleminova Kalina Yordanova            | Bulgaria       | 76.650      | 28          |           |        |
| 29   | Dasa Baloghova Jana Labathova                 | Slovacchia     | 76.240      | 29          |           |        |
| 30   | Dalia Mohamed Elgebaly Reem Wail Abdalazem    | Egitto         | 76.040      | 30          |           |        |
| 31   | Anastasiya Ruzmetova Anastasiya Zdraykovskaya | Uzbekistan     | 75.060      | 31          |           |        |
| 32   | Cristina Nicolini Elena Tini                  | San Marino     | 73.640      | 32          |           |        |
| 33   | Katrina Ann Hui Chuen Png                     | Malaysia       | 73.490      | 33          |           |        |
| 34   | Caitlin Anderson Kirstin Anderson             | Nuova Zelanda  | 72.630      | 34          |           |        |
| 35   | Rosamaria Avila Fredmary Zambrano             | Venezuela      | 70.550      | 35          |           |        |
| 36   | Lianne Caraballo Arianne Rodriguez            | Cuba           | 70.330      | 36          |           |        |
| 37   | Lacin Akcal Melis Oner                        | Turchia        | 69.420      | 37          |           |        |
| 38   | Stephanie Chen Hui Yu Yap                     | Singapore      | 68.790      | 38          |           |        |
| 39   | Arthittaya Kittithanatphum Nantaya Polsen     | Thailandia     | 66.560      | 39          |           |        |
| 40   | Kou Chin Lo Wai Lam                           | Macao          | 65.910      | 40          |           |        |
| 41   | Sabihisma Arsyi Tri Eka Sandiri               | Indonesia      | 65.000      | 41          |           |        |
| 42   | Emma Manners-Wood Laura Strugnell             | Sudafrica      | 63.900      | 42          |           |        |
| 43   | Nadezhda Gomez Violeta Mitinian               | Costa Rica     | 63.750      | 43          |           |        |